# 木辺家
木辺家（きべけ）は、覚如の長男存覚の子孫に当たる浄土真宗木辺派総本山錦織寺住職家で華族の男爵家。

## 歴史
覚如の長男存覚は、親鸞が開基した錦織寺の住職となり、以降存覚の子孫が同寺の住職を世襲するようになった。江戸時代中期の当主常慈（錦織寺15代）は、桂宮家仁親王の猶子となっている。その養子宅慈（錦織寺16代）は関白一条輝良の子だった。
宅慈の孫にあたる木辺賢慈（錦織寺18代）の代に明治維新を迎え、明治5年（1872年）3月7日付けで華族に列せられたが、明治17年（1884年）7月の華族令施行に際しては授爵されず、無爵華族となった。明治18年（1885年）に広幡忠礼侯爵の四男淳慈が養子に入って家督を継ぎ、19代住職となった。
「三条家文書」所収寂柳原前光建白書」によれば明治22年12月付け「真宗僧侶華族及沖縄県華族へ授爵建議」の中において、すでに華族位を与えられている者に爵位だけ与えない理由はないこと、無爵華族だと貴族院に議席が持てず、かつ華族戸主であるために衆議院議員にもなれず、被選挙権が不当に制限されている状態であること、ヨーロッパでは貴族が僧侶となり爵位を持つのは珍しくないことなどから僧侶華族にも爵位を与えるべきことを建議している。
しかし僧侶華族の家格を定めるのは難産だった。当初は大僧正の例が連綿とある東西本願寺の両大谷家と、それに次いで歴代当主が4人大僧正に任じられた常磐井家（専修寺住職家）を伯爵、華園家（興正寺住職家）・木辺家・渋谷家（仏光寺住職家）の3家はそれに次ぐ家格として子爵とする案が有力だったが、門徒の信仰面も考慮し、最終的には両大谷家を伯爵家としつつ、それ以外の僧侶華族は一律男爵家とすることになった。木辺家も明治29年（1896年）5月に淳慈が男爵に叙せられた。
その後西本願寺門主大谷光尊伯爵の次男孝慈が養子に入り、男爵位と20代住職を継ぐ。その後木辺宣慈を経て、木辺円慈が平成2年（1990年）に22代住職を世襲し、現在に至る。